# R3 (Azerbeidzjan)
De R3 is een weg in Azerbeidzjan, de weg loopt van het plaatsje Quba naar de plaats Qusar. De weg is 12 kilometer lang.